# A Special Delivery
A Special Delivery é um curta-metragem mudo norte-americano de 1916, do gênero comédia, dirigido por Will Louis e estrelado por Oliver Hardy.

## Elenco

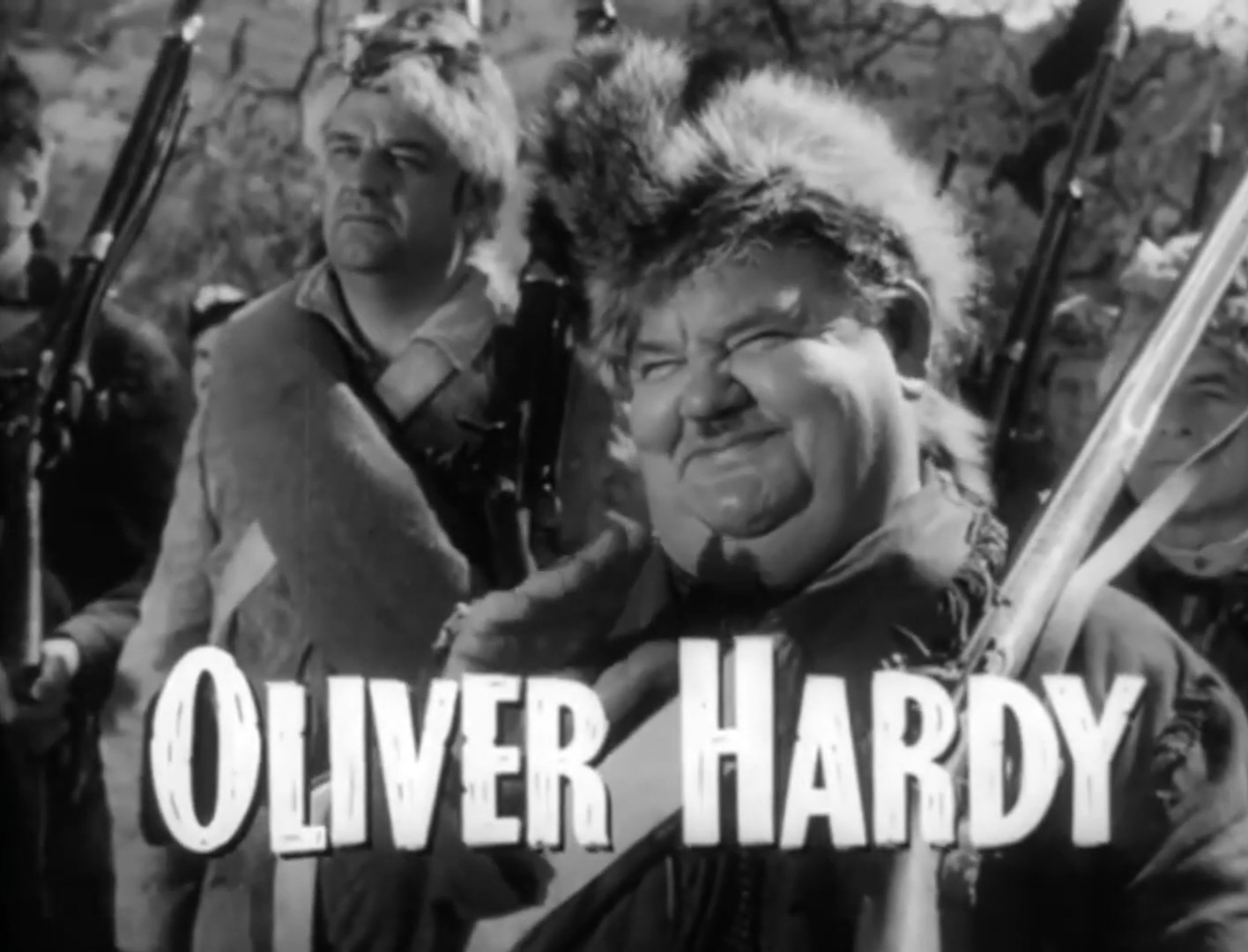
Oliver Hardy

- Oliver Hardy - Plump (como Babe Hardy)
- Billy Ruge - Runt